# Daya Vieja (kommunhuvudort)
Daya Vieja är en kommunhuvudort i Spanien.   Den ligger i provinsen Provincia de Alicante och regionen Valencia, i den sydöstra delen av landet, 400 km sydost om huvudstaden Madrid. Daya Vieja ligger 7 meter över havet och antalet invånare är 295.
Terrängen runt Daya Vieja är platt.  Närmaste större samhälle är Elche, 17,8 km norr om Daya Vieja. Trakten runt Daya Vieja består till största delen av jordbruksmark.